# Tanna

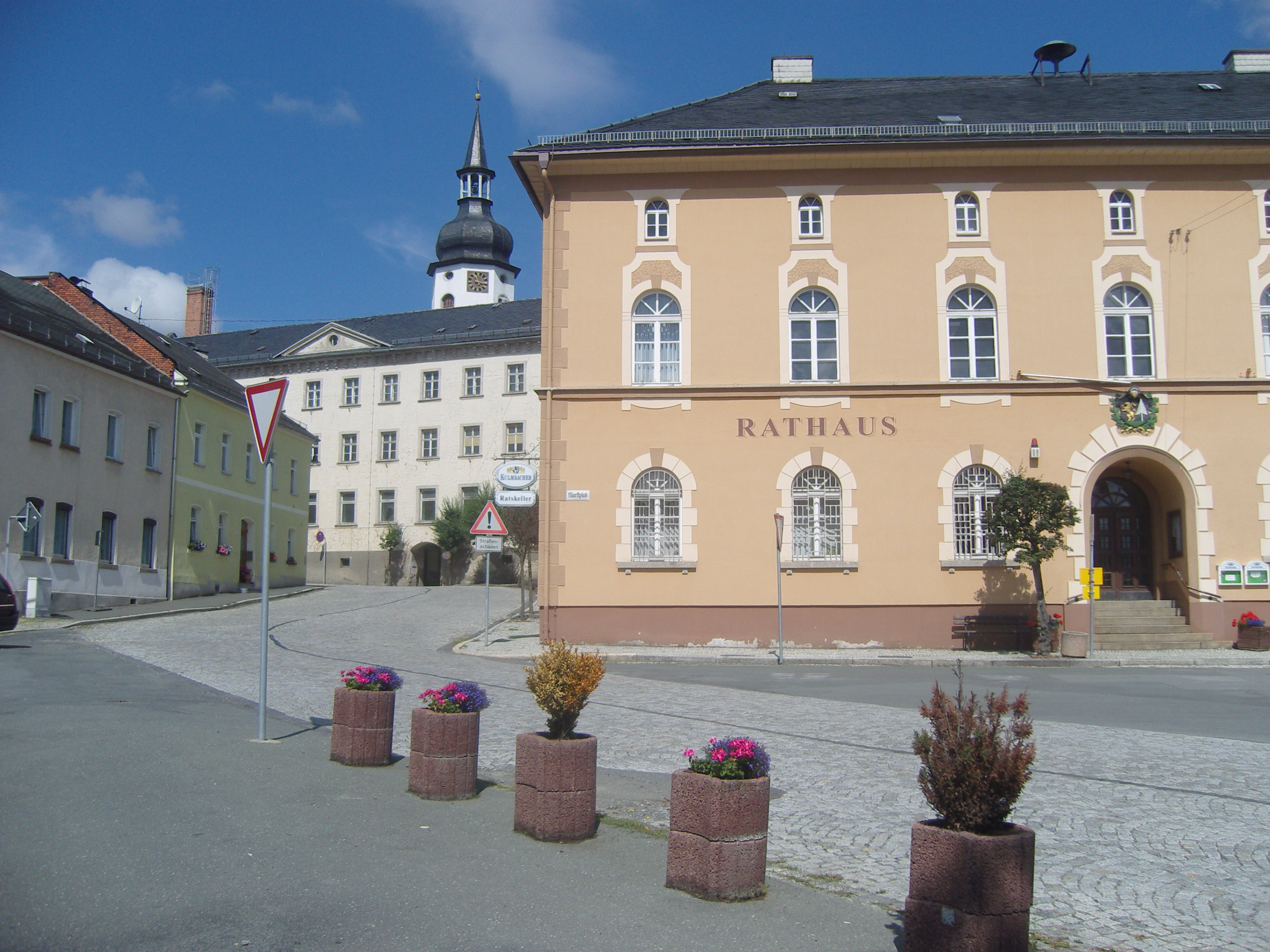
Im Hintergrund die Kirche, davor die inzwischen abgerissene Alte Schule und rechts das Rathaus in Tanna

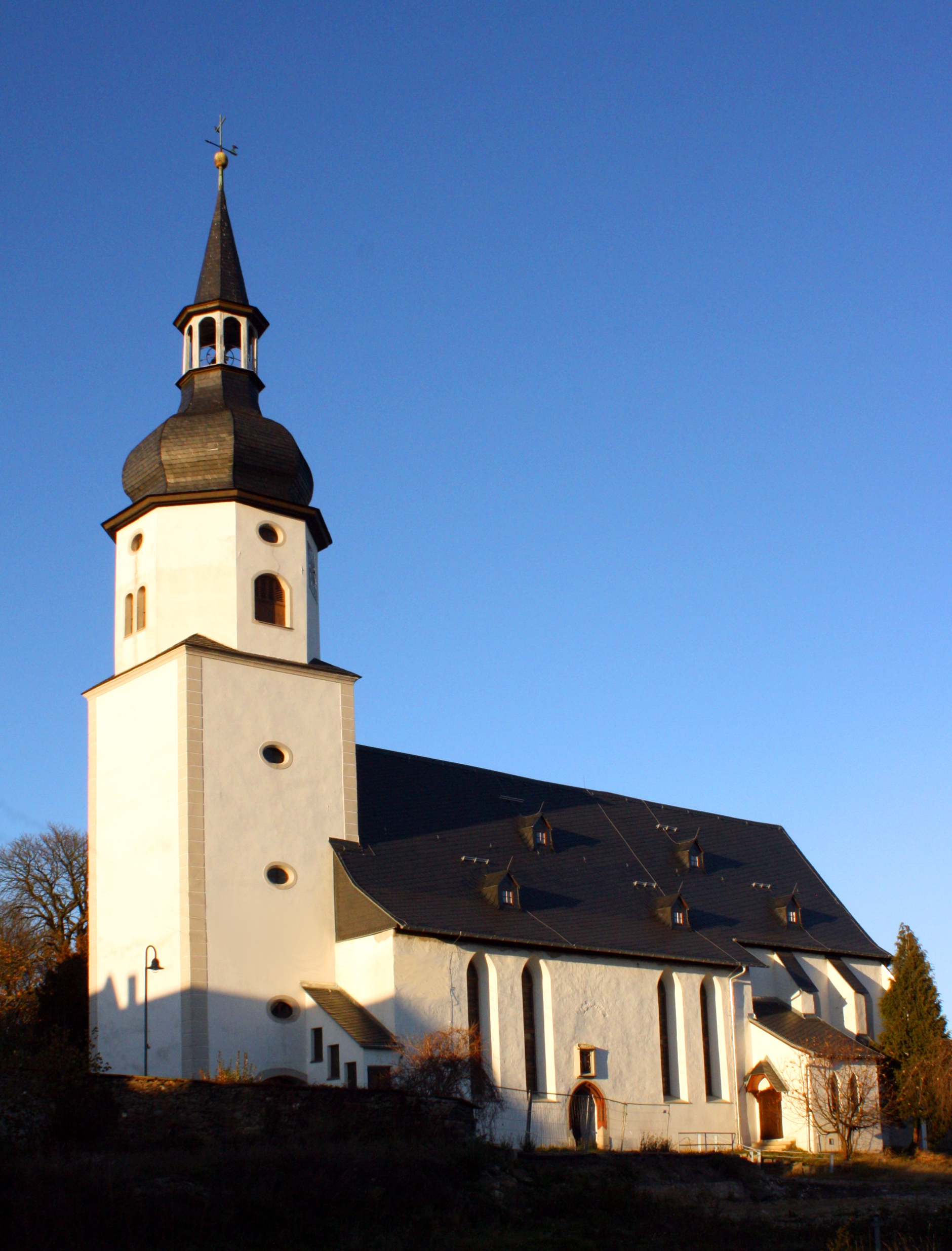
Stadtkirche von Tanna

Tanna ist eine Landstadt im thüringischen Saale-Orla-Kreis.

## Geographie

### Geographische Lage
Tanna liegt etwa zehn Kilometer südlich von Schleiz in einem Talkessel der Wettera – einem östlichen Zufluss der Saale – mit Blick auf den Frankenwald. Auch sind Teile des Fichtelgebirges und des Thüringer Waldes sichtbar. Durch einige dörfliche Ortsteile im süd- und östlichen Stadtgebiet fließt der Saale-Zufluss Wisenta. Der höchste Berg der Stadt und des gesamten Thüringer Vogtlandes ist der in der südlichen Gemarkungsfläche gelegene Rosenbühl (653 m) mit seinen ausgedehnten Wäldern.

### Stadtbild
Die Ortschaft Tanna ist langzeilig gebaut. In der Mitte des Ortes befindet sich der Marktplatz mit dem Rathaus und dem Wahrzeichen der Stadt, einer Tanne. Das Rathaus bildet zusammen mit der evangelisch-lutherischen Kirche Sankt Andreas den Stadtkern.

### Stadtgliederung
Neben der Kernstadt gehören zu Tanna acht weitere Ortsteile, bei welchen es sich um umliegende, eingemeindete Dörfer handelt (jeweils in Klammern das Jahr bzw. Datum der urkundlichen Ersterwähnung):
- Künsdorf (1267)
- Mielesdorf (1377)
- Rothenacker (1402) mit Willersdorf (24. Januar 1417) und Ebersberg (1407)
- Schilbach (14. August 1325)
- Seubtendorf (6. August 1354)
- Stelzen (31. August 1279)/Spielmes (1. Dezember 1437)
- Unterkoskau (14. August 1325)/Oberkoskau (24. August 1325)
- Zollgrün (15. Juni 1342).

### Nachbargemeinden
Angrenzende Gemeinden sind die Städte Gefell, Saalburg-Ebersdorf und Schleiz im Saale-Orla-Kreis sowie Rosenbach/Vogtl., die Stadt Mühltroff und Weischlitz im sächsischen Vogtlandkreis.

## Geschichte

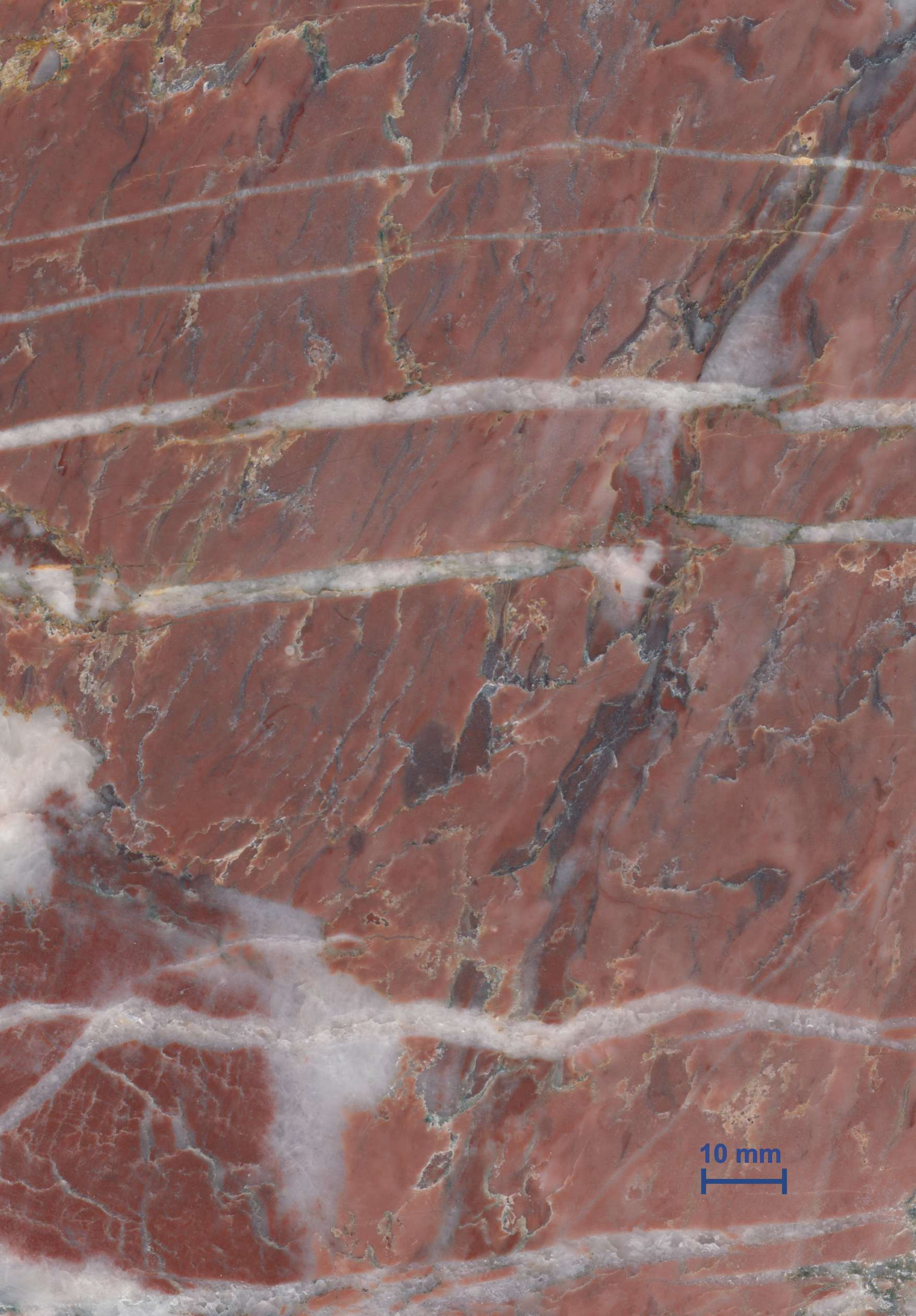
Saalburger Marmor, Sorte Königsrot

Nördlich von Zollgrün befand sich an der Wettera einst eine Burgstelle im Burgstädtel auch Schanzgraben genannt. Sie diente wohl zur Sicherung der Handelsstraße Nürnberg/Leipzig über den Bach. 1842 wurden noch bei Abtragung des Burghügels Eisengegenstände gefunden, die den Standort der Befestigungsanlage bestätigten,
Tanna wurde urkundlich am 22. September 1232 ersterwähnt und besitzt seit 1495 das Stadtrecht. Die Reformation wurde 1533 eingeführt. Von 1596 bis 1918 gehörte Tanna zum Hause Reuß jüngerer Linie, davon von 1647 bis 1666 zur Unterlinie Reuß-Saalburg und von 1666 bis 1848 zu Reuß-Schleiz.
In der zweiten Hälfte des 19. Jahrhunderts und im 20. Jahrhundert baute man unweit des Bahnhofes in einem Steinbruch den „Marmor“ von Tanna ab. Er zählt zu den Saalburger Marmoren und ist unter dem Sortennamen Königsrot verkauft worden. Anwendungen finden sich in Thüringen, Berlin (Dom, Humboldt-Universität/Foyer), Dresden (Lukaskirche). Es handelt sich um einen dunkelroten devonischen Kalkstein mit ausgeprägter Schichtung.
Während des Zweiten Weltkrieges mussten Arbeitskräfte aus Polen in landwirtschaftlichen Betrieben von Tanna Zwangsarbeit verrichten.
Im eingemeindeten Dorf Schilbach befand sich 1923 ein Rittergut mit 469 ha. Reinhold Knoch war der Besitzer.
Die unter Denkmalschutz stehende klassizistische Alte Schule im historischen Stadtzentrum wurde 2013 abgerissen, um an dieser Stelle eine Freifläche anzulegen. Zuvor hatte ein Investor angeboten, das Gebäude zu sanieren und neue Arbeitsplätze zu schaffen. Die Stadt Tanna hat für den Abriss neue Schulden aufgenommen.

### Eingemeindungen
Am 9. April 1994 wurde Schilbach eingemeindet. Am 1. Januar 1997 wurden die bisherige Verwaltungsgemeinschaft Tanna aufgelöst und die bis zu diesem Zeitpunkt beauftragenden Gemeinden Künsdorf, Mielesdorf, Rothenacker (mit dem am 1. Januar 1974 eingemeindeten Willersdorf), Seubtendorf, Unterkoskau (mit dem am 1. Januar 1974 eingemeindeten Oberkoskau) und Zollgrün eingegliedert. Zeitgleich wurde die bisher zur Verwaltungsgemeinschaft Gefell gehörende Gemeinde Stelzen eingemeindet.
Mielesdorf geht bis ins Jahr 1377 zurück. Im Dorf leben ca. 240 Einwohner. Am 1. Januar 1997 wurde der drei Kilometer nördlich gelegene Ort nach Tanna eingemeindet.

### Einwohnerentwicklung
Entwicklung der Einwohnerzahl der Gemeinde Tanna nach dem jeweiligen Gebietsstand (ab 1994 31. Dezember):  Datenquelle ab 1994: Thüringer Landesamt für Statistik
| - 1833: 1.390 - 1910: 2.032 - 1933: 2.192 - 1939: 2.045 - 1994: 2.313 - 1995: 2.309 - 1996: 2.352 | - 1997: 4.495 - 1998: 4.450 - 1999: 4.347 - 2000: 4.330 - 2001: 4.264 - 2002: 4.264 - 2003: 4.229 | - 2004: 4.106 - 2005: 4.073 - 2006: 4.039 - 2007: 4.023 - 2008: 3.998 - 2009: 3.938 - 2010: 3.868 | - 2011: 3.791 - 2012: 3.746 - 2013: 3.689 - 2014: 3.703 - 2015: 3.707 - 2016: 3.640 - 2017: 3.612 | - 2018: 3.548 - 2019: 3.514 - 2020: 3.507 - 2021: 3.456 - 2022: 3.421 - 2023: 3.389 |

## Politik

### Stadtrat
Die Kommunalwahl am 26. Mai 2024 führte zu den in nebenstehenden Diagrammen dargestellten Ergebnissen:
| Parteien und Wählergemeinschaften     | Parteien und Wählergemeinschaften                    | Prozent 2024 | Sitze 2024 | Prozent 2019 | Sitze 2019 | Prozent 2014 | Sitze 2014 |
| ------------------------------------- | ---------------------------------------------------- | ------------ | ---------- | ------------ | ---------- | ------------ | ---------- |
| Freie Wähler                          | Freie Wähler                                         | 39,3         | 6          | 53,0         | 9          | –            | –          |
| CDU                                   | Christlich Demokratische Union Deutschlands          | 29,4         | 5          | 29,5         | 5          | 38,5         | 6          |
| AfD                                   | Alternative für Deutschland                          | 17,8         | 3          | –            | –          | –            | –          |
| FDP                                   | Freie Demokratische Partei                           | 5,1          | 1          | 7,5          | 1          | 6,0          | 1          |
| proVogtlandschaft                     | proVogtlandschaft                                    | 4,6          | 1          | –            | –          | –            | –          |
| DIE LINKE                             | Die Linke                                            | 3,9          | –          | 6,2          | 1          | 8,3          | 1          |
| Feuerwehrverein Tanna 2014: FFW Tanna | Feuerwehrverein Tanna                                | –            | –          | 3,9          | –          | 4,3          | 1          |
| SPD/Freie Wähler                      | Sozialdemokratische Partei Deutschlands/Freie Wähler | –            | –          | –            | –          | 42,9         | 7          |
| Gesamt                                | Gesamt                                               | 100          | 16         | 100          | 16         | 100          | 16         |
| Wahlbeteiligung                       | Wahlbeteiligung                                      | 71,9 %       | 71,9 %     | 69,3 %       | 69,3 %     | 61,3 %       | 61,3 %     |

### Bürgermeister
Im März 2015 wurde Marco Seidel für eine dritte Amtszeit wiedergewählt; am 28. März 2021 wurde er für eine vierte Amtszeit bestätigt.

## Verkehr

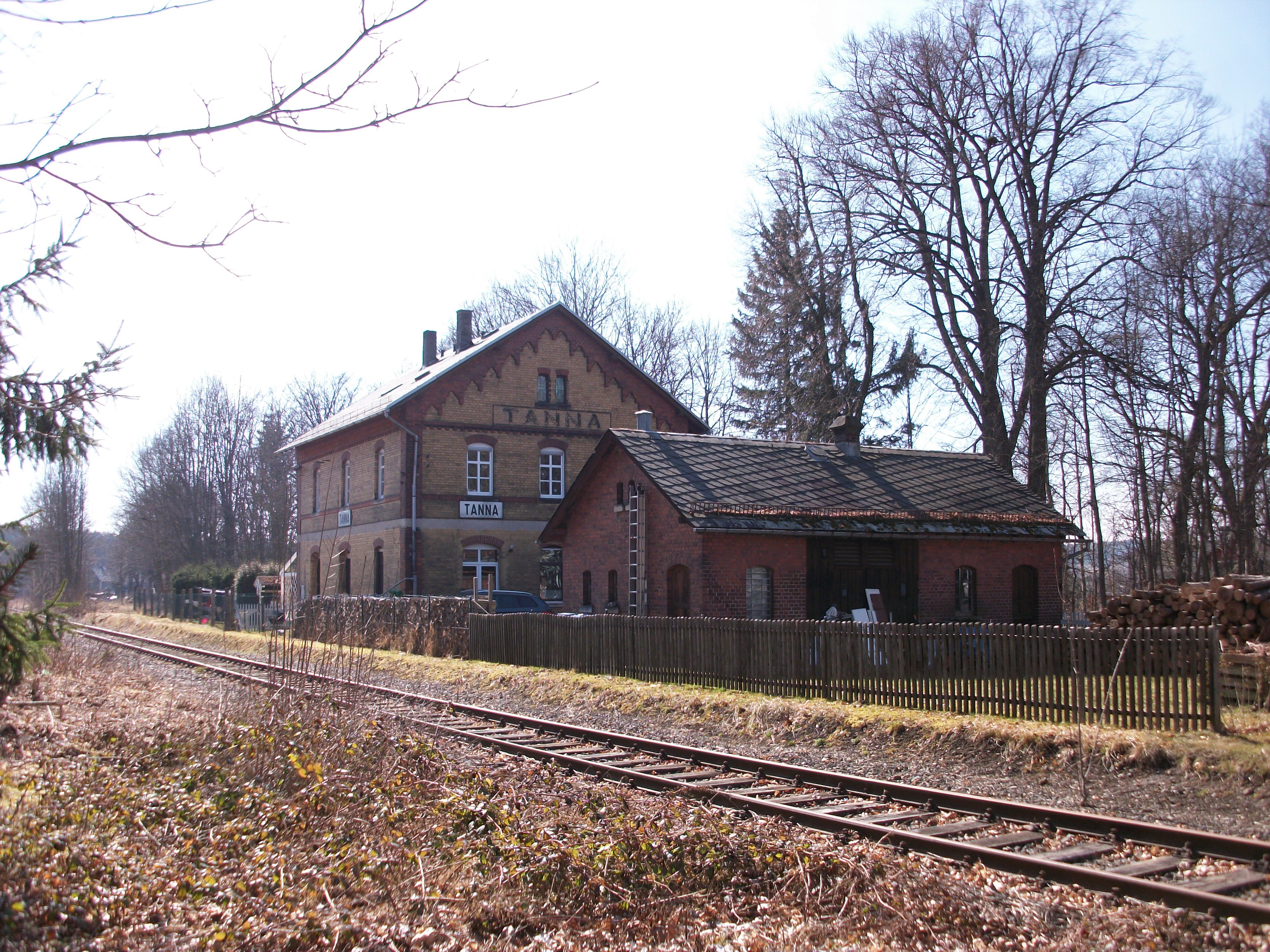
Bahnhof Tanna, Empfangs- und Nebengebäude (2022)

Zwischen Tanna und Schilbach verläuft die Landesstraße 3002 in Nord-Süd-Richtung. Westlich der L3002 verläuft parallel die Bundesautobahn 9 mit den Anschlussstellen Schleiz und Bad Lobenstein. Seit 1892 sind Tanna und der Ortsteil Unterkoskau an die Bahnstrecke Schönberg–Hirschberg angeschlossen. Die Strecke wurde bis 1994 zur Personenbeförderung verwendet.

## Söhne und Töchter der Stadt Tanna
- Nikolaus Schmidt-Küntzel, genannt Küntzel, (1606–1671) war der gelehrte Bauer aus Rothenacker
- Johann Georg Karl (1728–1787), bekannt geworden als Prophet von Tanna[17]
- Christian Gottfried Weissker (* 19. September 1757 in Koskau; † 16. September 1845 in Schleiz), königlich niederländischer Obrist
- Heinrich Göll (1796–1879), deutscher Lehrer und Politiker
- Eduard Knoch (1814–1891), Reichstagsabgeordneter
- Karl Zeuner (1824–1859), deutscher Lehrer und Abgeordneter
- Ludwig Eckner (1850–1923), deutscher Politiker und 1893 bis 1909 Bürgermeister in Tanna
- Kurt Müller (1858–nach 1912), deutscher Kaufmann und Politiker
- Robert Lang (Politiker) (1866–1955), deutscher Politiker und Bürgermeister in Tanna
- Karl Völkel (1869–1934), vogtländischer Mundartautor
- Karl Neupert (1910–1991), Architekt und Raumplaner

## Sonstiges
Am 27. und 28. August 2000 waren der Bahnhof und die Alte Schule von Tanna Drehorte für den Kinofilm „So weit die Füße tragen“.